# Galab Donev
Galab Spasov Donev (em búlgaro:  Гълъб Спасов Донев; Sófia, 28 de fevereiro de 1967) é um político búlgaro, primeiro-ministro da Bulgária entre 2 de agosto de 2022 e 6 de junho de 2023, eleito após uma crise política do país que derrubou o primeiro-ministro anterior Kiril Petkov, após uma moção de censura.
Como político independente, foi anteriormente ministro do trabalho e política social no gabiente de Stefan Yanev.